# Andreas Göpfert
Andreas Göpfert (* 1947 in Dresden) ist ein deutscher Chorleiter und Musikpublizist.

## Leben
Andreas Göpfert war bis zum Abitur 1966 Mitglied des Dresdner Kreuzchores, wo ihn insbesondere Rudolf Mauersberger (Kreuzkantor 1930–1971) musikalisch prägte. Das Kennenlernen der wichtigsten Werke der Kirchenmusik aus Vergangenheit und Gegenwart stellte die Weichen für das Studium der Musikwissenschaften, Schulmusik und Germanistik an der Martin-Luther-Universität Halle-Wittenberg. Dort erweiterte er als Mitglied des Kammerchores Hallenser Madrigalisten seine praktischen Erfahrungen durch Aufführungen der Musik aus Renaissance und Frühbarock. Von 1980 bis 1999 leitete er dieses Ensemble, mit dem ihn Reisen in europäische Länder und bis nach Israel führten. Mehrere CD-Produktionen, Rundfunk- und Fernsehaufnahmen sowie Preise bei internationalen Chorwettbewerben in Debrecen, Marktoberdorf, Tolosa, „Let the Peoples Sing“ der EBU machten sein Vokalensemble auch international bekannt. Göpfert arbeitete neben seiner Beschäftigung mit Chormusik und Chören als Lektor Leipziger Musikverlage. 
Weiterhin war Andreas Göpfert Bundesvorsitzender vom Chor- und Kursverband Arbeitskreis Musik in der Jugend (AMJ), Präsidiumsmitglied der Arbeitsgemeinschaft Deutscher Chorverbände (ADC), Juror bei deren nationalen und internationalen Chor- und Kompositionswettbewerben. Als Musikpublizist nimmt er zu Chorfragen Stellung und gibt gelegentlich für Verlage Chormusik heraus. Von 1996 bis 2012 war Andreas Göpfert Inhaber der Professur für Chorleitung an der Hochschule für Musik Saar und leitete deren Hochschul- und Kammerchor. 1997 bis 2012 war er Leiter der Evangelischen Chorgemeinschaft an der Saar und Künstlerischer Leiter der Vereinigung für Musik in der Ludwigskirche zu Saarbrücken.

## CD-Einspielungen
- 1995 "Herr, dein Ohren zu mir neige" Geistliche Chormusik aus Frühbarock und Romantik, Hallenser Madrigalisten, Leitung Andreas Göpfert
- 1998 "Mendelssohn in England" Englische Chor- und Orgelmusik von Mendelssohn & Freunden, Hallenser Madrigalisten, Leitung Andreas Göpfert
- 1998 La bella Ninfa Europäische Madrigale um 1600, Hallenser Madrigalisten, Leitung Andreas Göpfert